# 第14回ジャパンボウル
第14回ジャパンボウルは1989年1月16日、横浜スタジアムで行われたカレッジフットボールのオールスター東西対抗戦。全米の大学から選ばれた66人が選抜された。東軍が30-7で3年ぶり4回目の勝利をあげた。

## 試合経過
東軍は、シラキュース大学のRBロバート・ドラモンドがスクリメージライン付近で何人ものタックルをかわし、41ヤードのTDランで7-0と先制した。西軍は最初のドライブでオールアメリカンに選ばれたオクラホマ大学のQBトロイ・エイクマンからカリフォルニア大学のダリル・イングラムへの21ヤードのパスなどで前進、UCLAのエリック・ボールの3ヤードのTDで7-7と追いついた。さらにミシガン州立大学のQBボビー・マカリスターのパスをUCLAのマーカス・ターナーがインターセプトしてボールを奪った。しかし次のプレーでエイクマンのパスをオーバーン大学のシャン・モリス（Shan Morris）がインターセプト、さらに西軍39ヤード地点まで49ヤードリターンした。東軍は、6プレー後にインディアナ大学のピート・ストヤノビッチが40ヤードのFGを狙ったが、スナップミスがあり、ストヤノビッチが試みたパスは、UCLAのダグ・クライン（Doug Klein）にインターセプトされた。西軍はアラバマ大学のLBデリック・トーマスが第3ダウンでアイオワ大学のQBチャック・ハートリーブをサックして、ファーストダウン更新を許さなかった。東軍は6プレーで66ヤードを前進、最後はデューク大学のQBアンソニー・ディルウェグからウェストバージニア大学のA・B・ブラウンへの10ヤードのTDパスで14-7とリードした。さらにハートリーブからマイアミ大学のロッド・カーターがインターセプト、ドラモンドの1ヤードのTDランで21-7とリードを広げた。前半残り2秒にストヤノビッチの30ヤードのFGが決まり、24-7でハーフタイムを迎えた。
後半、東軍はストヤノビッチが、第3Q中盤に22ヤード、第4Q中盤に49ヤードのFGを成功させた。西軍は第3Qには敵陣40ヤード地点まで前進したが、第4ダウン残り1ヤードでオクラホマ大学のアンソニー・スタッフォード（Anthony Stafford）がファーストダウンを更新できず、ギャンブルに失敗、ハートリーブがシラキュース大学のクリス・イングラム（Kris Ingram）にもインターセプトされたり、要所でQBサックされるなど、西軍ディフェンスに抑えられた。

MVPには、ミシガン大学のDLマーク・メズナー、最優秀攻撃選手には、ドラモンド、最優秀守備選手には、デリック・トーマスが選ばれた。